# پرتومینسک
پرتومینسک (به لاتین: Pertominsk) یک منطقهٔ مسکونی در روسیه است که در استان آرخانگلسک واقع شده‌است.